# Енн-Марі (співачка)
Енн-Марі Роуз Ніколсон (7 квітня 1991, знаніша як Енн-Марі) — британська співачка і автор пісень, триразова чемпіонка світу з карате Шотокан. Переможниця британської музичної премії «MTV Brand New 2016». Протягом трьох років була лайв-вокалісткою британської електронної групи Rudimental, після чого зайнялася сольною кар'єрою. Володарка хіта «Rockabye» спільно з Clean Bandit і Шоном Полом, який провів 9 тижнів на вершині британського чарту синглів, а також очолив хіт-паради більш ніж 20 інших країн.

## Раннє життя
Енн-Марі народилася в Іст-Тілбері в Ессексі, її батько — ірландець, а мати — англійка. У дитинстві вона грала в двох мюзиклах на Вест-Енді — «Знедолені», коли їй було шість років, і в мюзиклі «Свисни за вітром» з молодою Джессі Джей, коли їй було 12. 2010 року дівчина взяла участь в британському шоу талантів «Don't Stop Believing». Енн-Марі була в команді під назвою «Original Talent». Крім того, співачка — триразова чемпіонка світу з карате (стиль сьотокан). Почала займатися цим спортом, коли їй було 9 років. Має такі нагороди, як подвійне золото в Чемпіонаті Світу FSKA 2002, золото і срібло в Чемпіонаті Світу FSKA 2007 і золото в Національному Чемпіонаті UKTKF. Енн-Марі захотіла зайнятися музикою через часті гастролі з електронною групою Rudimental, у неї не було часу тренуватися. Спортсменка досягла висот у карате, тому вирішила повністю піти у світ музичної індустрії і почала сольну кар'єру. Але не дивлячись на це, Енн-Марі як Інструктор 2-го Дана інколи тренує учнів в карате школі Великої Британії «Tokon Kai Shotokan Karate».

## Музична кар'єра
В 2013 році Енн-Марі виклала в мережу демо-версію своєї пісні «Summer Girl», після чого її помітив музичний лейбл Елтона Джона «Rocket Music». Але сольна кар'єра була обмежена, щоб вона могла розвинути себе як повноцінного артиста. В цей час вона брала участь у записі треків Magnetic Man і Raized by Wolves, після чого привернула увагу електронної групи Rudimental. У них було дві лайв-вокалістки, одна з яких пішла, і тому вони попросили Енн-Марі замінити її. Вона з'явилася на чотирьох треках на другому студійному альбомі Rudimental — We the Generation, два з яких були записані спільно з репером Діззі Раскалом і Уіллом Хердом. Енн-Марі витратила близько трьох років на гастролі разом з ними.
12 травня 2015 року Енн-Марі випустила дебютний сингл «Karate», який вийшов на новому лейблі, який створений електронною групою Rudimental — «Major tom's». Вона стала першою артисткою, хто був підписаний на їх лейбл. 24 червня 2015 також вийшов другий сингл «Gemini» з міні-альбому, а сам міні-альбом «Karate» вийшов 10 липня 2015 року.
Наприкінці 2015 року Енн-Марі випустила пісню «Do It Right», яка на початку 2016 року була затверджена як лід-сингл з дебютного альбому, який досяг 90 рядка в офіційному сингловому чарті Великої Британії. Пізніше вона заявила, що повноформатний альбом вийше пізніше того ж року, який мав назву «Breathing Fire». 20 травня 2016 вийшов другий сингл «Alarm» в підтримку платівки, який досяг 16 рядка в офіційному сингловому чарті Великої Британії. Третім синглом з альбому повинен був стати трек «Breathing Fire», але його реліз постійно переносили і він так і не вийшов. В цей час, в жовтні 2016 року Енн-Марі випустила сингл з австралійським хіп-хоп виконавцем Illy — «Catch 22», також у жовтні вийшов супер-хіт Clean Bandit — «Rockabye», у записі якого взяли участь Шон Пол і Енн-Марі. «Rockabye» провів 9 тижнів на вершині британського чарту синглів, а також очолив національні чарти синглів і хіт-парадів радіостанцій більш ніж в 20 країнах. Наприкінці 2016 року Енн-Марі заявила, що альбом перенесено на 2017 рік і ніякої інформації про назву і дату виходу не давала.
10 лютого 2017 року вийшов третій сингл «Ciao Adios» з дебютного альбому Енн-Марі, який очікується в цьому ж році.
1 серпня вийшла пісня «Fuck, I'm Lonely» спільно з американським виконавцем Lauv, яка увійшла в саундтрек серіалу «13 причин чому». 7 січня 2020 року вийшла пісня «Birthday». Вона є промосинглом її наступного альбому. 22 березня 2020 року вийшла пісня «Her» присвячена мамі Анн-Марі в День матері. 13 липня 2020 року вийшла пісня «To be young» спільно з хіп-хоп виконавцем Doja Cat. 12 листопада 2020 року Анн-Марі випустила сингл «Problems».
2 січня 2021 року Енн-Марі вперше з'явилася як новий тренер десятого сезону шоу The Voice, замінивши Меган Трейнор.
15 січня 2021 року Енн-Марі випустила сингл «Don't Play» у разом з англійським репером KSI та англійським ді-джеєм Digital Farm Animals

## Особисте життя
У 2018 році Енн-Марі виявила, що її приваблюють як чоловіки, так і жінки, але вона не ототожнює себе з ярликом бісексуал. Вона сказала: «Я просто відчуваю, що мене приваблює той, хто мені подобається»

## Дискографія
Студійні альбоми
- Speak Your Mind (2018)
- Therapy (2021)
- Unhealthy (2023)

## Фільмографія
| Рік  | Назва                | Роль           | Нотатки              |
| ---- | -------------------- | -------------- | -------------------- |
| 2020 | How To Be Anne-Marie | Грає саму себе | Документальний фільм |
| 2021 | The Voice UK         | Тренер         | 10 сезон             |

## Нагороди і номінації
| Рік  | Нагорода                                  | Номінант/робота                                                           | Категорія                               | Результат   | Прим.         |
| ---- | ----------------------------------------- | ------------------------------------------------------------------------- | --------------------------------------- | ----------- | ------------- |
| 2016 | MTV Europe Music Award                    | Енн-Марі                                                                  | Best Push Act                           | Номінація   | [ 19 ]        |
| 2016 | MTV Brand New                             | Енн-Марі                                                                  | MTV Brand New                           | Перемога    | [ 20 ]        |
| 2016 | MOBO Awards                               | Енн-Марі                                                                  | Best Newcomer                           | Номінація   | [ 21 ]        |
| 2016 | A&R Awards                                | Енн-Марі                                                                  | Breaking Artist                         | Номінація   | [ 22 ]        |
| 2017 | Electronic Dance Music Awards             | «Alarm» (Marshmello Remix)                                                | Best Trap Remix                         | Номінація   | [ 23 ]        |
| 2017 | Electronic Dance Music Awards             | «Alarm» (Marshmello Remix)                                                | Best Use of Vocal                       | Перемога    | [ 23 ]        |
| 2017 | O2 Silver Clef Awards                     | Енн-Марі                                                                  | Best Newcomer Award                     | Перемога    | [ 24 ]        |
| 2017 | Brit Awards                               | Енн-Марі                                                                  | Critics' Choice                         | Номінація   | [ 25 ]        |
| 2017 | Brit Awards                               | Енн-Марі                                                                  | British Breakthrough Act                | Номінація   | [ 25 ]        |
| 2017 | Brit Awards                               | «Rockabye» (with Clean Bandit)                                            | British Single of the Year              | Номінація   | [ 25 ]        |
| 2017 | Brit Awards                               | «Rockabye» (with Clean Bandit)                                            | British Video of the Year               | Усунутий(а) | [ 25 ]        |
| 2017 | Teen Choice Awards                        | «Rockabye» (with Clean Bandit)                                            | Choice Music: Dance/Electronic Song     | Номінація   | [ 26 ]        |
| 2017 | LOS40 Music Awards                        | «Rockabye» (with Clean Bandit)                                            | International Song of the Year          | Номінація   | [ 27 ]        |
| 2017 | Gaygalan                                  | «Rockabye» (with Clean Bandit)                                            | International Song of the Year          | Номінація   | [ 28 ]        |
| 2017 | MTV Europe Music Award                    | «Rockabye» (with Clean Bandit)                                            | Best Song                               | Номінація   | [ 29 ]        |
| 2018 | Billboard Music Award                     | «Rockabye» (with Clean Bandit)                                            | Top Dance/Electronic Song               | Номінація   | [ 30 ]        |
| 2018 | iHeartRadio Music Awards                  | «Rockabye» (with Clean Bandit)                                            | Dance Song of the Year                  | Номінація   | [ 31 ]        |
| 2018 | Electronic Dance Music Awards             | «Rockabye» (with Clean Bandit & Sean Paul) (Lodato & Joseph Duveen Remix) | Best Remix Collaboration                | Номінація   | [ 32 ]        |
| 2018 | WDM Radio Awards                          | «Rockabye» (with Clean Bandit)                                            | Best Global Track                       | Перемога    | [ 33 ]        |
| 2018 | WDM Radio Awards                          | Herself                                                                   | Best Electronic Vocalist                | Номінація   | [ 33 ]        |
| 2018 | Teen Choice Awards                        | »Friends" (with Marshmello)                                               | Choice Music: Dance/Electronic Song     | Номінація   | [ 34 ]        |
| 2018 | iHeartRadio Much Music Video Awards       | »Friends" (with Marshmello)                                               | Song of the Summer                      | Номінація   | [ 35 ]        |
| 2018 | iHeartRadio Much Music Video Awards       | »Friends" (with Marshmello)                                               | Best Collaboration                      | Номінація   | [ 35 ]        |
| 2018 | MTV Video Music Awards Japan              | »Friends" (with Marshmello)                                               | Best New: International                 | Перемога    | [ 36 ]        |
| 2018 | MTV Video Music Awards Japan              | »Friends" (with Marshmello)                                               | Video of The Year                       | Перемога    | [ 36 ]        |
| 2018 | Melon Music Awards                        | »Friends" (with Marshmello)                                               | Best Pop Award                          | Номінація   | [ 37 ]        |
| 2018 | LOS40 Music Awards                        | Herself                                                                   | International New Artist of the Year    | Номінація   | [ 38 ]        |
| 2018 | MTV Europe Music Award                    | Herself                                                                   | Best New Act                            | Номінація   | [ 39 ]        |
| 2018 | MTV Europe Music Award                    | Herself                                                                   | Best UK & Ireland Act                   | Номінація   | [ 39 ]        |
| 2018 | Brit Awards                               | »Ciao Adios"                                                              | British Video of the Year               | Усунутий(а) | [ 40 ]        |
| 2019 | Brit Awards                               | Herself                                                                   | British Female Solo Artist              | Номінація   | [ 41 ]        |
| 2019 | Brit Awards                               | «Speak Your Mind»                                                         | British Album of the Year               | Номінація   | [ 41 ]        |
| 2019 | Brit Awards                               | «2002»                                                                    | British Single of the Year              | Номінація   | [ 41 ]        |
| 2019 | Brit Awards                               | «2002»                                                                    | British Video of the Year               | Номінація   | [ 41 ]        |
| 2019 | Global Awards                             | «2002»                                                                    | Best Song                               | Номінація   | [ 42 ]        |
| 2019 | Global Awards                             | Herself                                                                   | Best Female                             | Номінація   | [ 42 ]        |
| 2019 | Global Awards                             | Herself                                                                   | Best British Artist or Group            | Номінація   | [ 42 ]        |
| 2019 | Global Awards                             | Herself                                                                   | Best Pop                                | Перемога    | [ 42 ]        |
| 2019 | iHeartRadio Music Awards                  | «Rewrite the Stars»                                                       | Best Cover Song                         | Номінація   | [ 43 ]        |
| 2019 | iHeartRadio Music Awards                  | «Friends» (with Marshmello)                                               | Dance Song of the Year                  | Номінація   | [ 43 ]        |
| 2019 | Electronic Dance Music Awards             | «Friends» (with Marshmello) (Kokiri remix)                                | Remix of the Year — Production          | Номінація   | [ 44 ]        |
| 2019 | Electronic Dance Music Awards             | «Friends» (with Marshmello) (M-22 remix)                                  | Remix of the Year — Production          | Номінація   | [ 44 ]        |
| 2019 | Remarkable Women Awards 2019              | Herself                                                                   | Artist of the Year                      | Перемога    | [ 45 ]        |
| 2019 | 2019 V Live Awards V Heartbeat            | Herself                                                                   | Favourite Artist Worldwide              | Перемога    | [ 46 ]        |
| 2019 | BMI London Awards                         | «Friends» (with Marshmello)                                               | Pop Award Songs                         | Перемога    | [ 47 ]        |
| 2020 | Melon Music Awards                        | «Birthday»                                                                | Best Pop Award                          | Номінація   | [ 48 ]        |
| 2020 | Asia Artist Awards                        | Herself                                                                   | Best Pop Artist                         | Перемога    | [ 49 ]        |
| 2020 | Spotify Awards                            | Herself                                                                   | Most-Streamed Female Artist on Consoles | Номінація   | [ 50 ]        |
| 2021 | British LGBT Awards                       | Herself                                                                   | Music Artist                            | Перемога    | [ 51 ]        |
| 2022 | Brit Awards                               | »Don't Play" (with KSI & Digital Farm Animals)                            | Song of the Year                        | Номінація   | [ 52 ]        |
| 2022 | Global Awards                             | Herself                                                                   | Best British Act                        | Номінація   | [ 53 ]        |
| 2022 | Global Awards                             | Herself                                                                   | Best Female                             | Перемога    | [ 53 ]        |
| 2022 | Glamour Women of the Year Awards 2022     | Herself                                                                   | Musician of the Year                    | Перемога    | [ 54 ]        |
| 2023 | Global Awards                             | Herself                                                                   | Best British Act                        | Номінація   | [ 55 ]        |
| 2023 | Global Awards                             | Herself                                                                   | Best Female                             | Номінація   | [ 55 ]        |
| 2023 | British Phonographic Industry             | Herself                                                                   | Brits Billion Award                     | Перемога    | [ 56 ]        |
| 2023 | Nickelodeon Kids’ Choice Awards Abu Dhabi | Herself                                                                   | Favourite International Artist          | Номінація   | [ 57 ] [ 58 ] |
| 2023 | 2023 People's Choice Country Awards       | «Unhealthy» (featuring Shania Twain)                                      | The Crossover Song Of 2023              | Номінація   | [ 59 ]        |
| 2023 | A&R Awards                                | «Psycho» (with Aitch)                                                     | Song Of The Year                        | Номінація   | [ 60 ]        |
| 2023 | MTV Europe Music Awards                   | «Baby Don't Hurt Me» (with David Guetta & Coi Leray)                      | Best Collaboration                      | Номінація   | [ 61 ]        |
| 2023 | NRJ Music Awards                          | «Baby Don't Hurt Me» (with David Guetta & Coi Leray)                      | Best Recovery/Adaptation                | Номінація   | [ 62 ]        |
| 2023 | MAMA Awards                               | «Expectations» (with Minnie from (G)I-dle)                                | Best Collaboration                      | Номінація   | [ 63 ]        |
| 2023 | MAMA Awards                               | «Expectations» (with Minnie from (G)I-dle)                                | Song of the Year                        | Номінація   | [ 63 ]        |
| 2023 | Billboard Music Awards                    | «Baby Don't Hurt Me» (with David Guetta & Coi Leray)                      | Top Dance/Electronic Song               | Номінація   | [ 64 ]        |
| 2024 | Grammy Awards                             | «Baby Don't Hurt Me» (with David Guetta & Coi Leray)                      | Best Pop Dance Recording                | Номінація   | [ 65 ]        |
| 2024 | Electronic Dance Music Awards             | «Baby Don't Hurt Me» (with David Guetta & Coi Leray)                      | Dance Radio Song Of The Year            | Перемога    | [ 66 ]        |
| 2024 | Electronic Dance Music Awards             | «Baby Don't Hurt Me» (with David Guetta & Coi Leray)                      | Dance / Electro Pop Song of the Year    | Номінація   | [ 66 ]        |
| 2024 | Electronic Dance Music Awards             | «Baby Don't Hurt Me» (with David Guetta & Coi Leray)                      | Best Use of Sample                      | Перемога    | [ 66 ]        |
| 2024 | iHeartRadio Music Awards                  | «Baby Don't Hurt Me» (with David Guetta & Coi Leray)                      | Dance Song of the Year                  | Номінація   | [ 67 ]        |
| 2024 | Kids' Choice Awards                       | «Baby Don't Hurt Me» (with David Guetta & Coi Leray)                      | Favourite Music Collaboration           | Номінація   | [ 68 ]        |
| 2024 | Global Awards                             | «Unhealthy»(featuring Shania Twain)                                       | Best Song                               | Номінація   | [ 69 ] [ 70 ] |
| 2024 | Global Awards                             | Енн-Марі                                                                  | Best Female                             | Номінація   | [ 69 ] [ 70 ] |
| 2024 | Global Awards                             | Енн-Марі                                                                  | Best Pop                                | Номінація   | [ 69 ] [ 70 ] |